# Hotchkiss AM 80
Hotchkiss AM 80 – samochód osobowy produkowany przez francuskie przedsiębiorstwo motoryzacyjne Hotchkiss.

## Dane techniczne

### Silnik
- Silnik: S6 3015 cm³[1]
- Moc maksymalna: 70 KM (52 kW)[1]

### Osiągi
- Prędkość maksymalna: 150km/h[1]